# Come sempre primavera/L'ora del te
Come sempre primavera/L'ora del te è un singolo del cantautore italiano Gino D'Eliso, pubblicato dalla Philips Records nel giugno 1979.

## Descrizione
Entrambi i brani, scritti dallo stesso D'Eliso ed editi dalle edizioni musicali Intersong Italiana, sono tratti dal terzo album del cantautore, Santi ed eroi, pubblicato nello stesso anno.
Gli arrangiamenti sono curati dal cantautore insieme ai due produttori, Claudio Dentes e Claudio Pascoli; quest'ultimo si occupa anche della direzione degli archi e dei fiati.
La copertina raffigura il cantautore seduto in un bar mentre fuma un sigaro.

## Tracce
1. Come sempre primavera
2. L'ora del te